# Seznam památných stromů v okrese Prostějov
Toto je seznam památných stromů v okrese Prostějov, v němž jsou uvedeny památné stromy na území okresu Prostějov.
| Název                                   | Obrázek | Umístění                                              | Druh                                              | Obvod [v cm] | Kód wikidata      | Galerie | Poznámka |
| --------------------------------------- | ------- | ----------------------------------------------------- | ------------------------------------------------- | --- | ----------------- | ------- | --- |
| Lípy u svatého obrázku                  |         | Bílovice 49°30′57″ s. š., 17° v. d.                   | lípa srdčitá (2)                                  | & Chyba ve výrazu: Neočekávaný operátor / Chyba ve výrazu: Neočekávaný operátor / Chyba ve výrazu: Neočekávaný operátor / Chyba ve výrazu: Neočekávaný operátor / Chyba ve výrazu: Neočekávaný operátor / Chyba ve výrazu: Neočekávaný operátor / Chyba ve výrazu: Neočekávaný operátor / Chyba ve výrazu: Neočekávaný operátor / Chyba ve výrazu: Neočekávaný operátor / Chyba ve výrazu: Neočekávaný operátor / Chyba ve výrazu: Neočekávaný operátor / Chyba ve výrazu: Neočekávaný operátor / Chyba ve výrazu: Neočekávaný operátor / Chyba ve výrazu: Neočekávaný operátor / Chyba ve výrazu: Neočekávaný operátor / -1.0000-0 | 105817 Q26779763  |         | Na křižovatce polních cest v místní lokalitě Na Tvarůžkách u svatého obrázku asi 2,3 km západně od kostela |
| Bukovská lípa                           |         | Buková u Protivanova 49°30′34″ s. š., 16°49′53″ v. d. | lípa malolistá                                    | 470 | 100808 Q26786007  |         | Na travnatém prostranství pod statkem, u silnice Buková-Lipová |
| Čechůvská lípa                          |         | Čechůvky 49°28′23″ s. š., 17°9′55″ v. d.              | lípa malolistá (2)                                | & Chyba ve výrazu: Neočekávaný operátor / Chyba ve výrazu: Neočekávaný operátor / Chyba ve výrazu: Neočekávaný operátor / Chyba ve výrazu: Neočekávaný operátor / Chyba ve výrazu: Neočekávaný operátor / Chyba ve výrazu: Neočekávaný operátor / Chyba ve výrazu: Neočekávaný operátor / Chyba ve výrazu: Neočekávaný operátor / Chyba ve výrazu: Neočekávaný operátor / Chyba ve výrazu: Neočekávaný operátor / Chyba ve výrazu: Neočekávaný operátor / Chyba ve výrazu: Neočekávaný operátor / Chyba ve výrazu: Neočekávaný operátor / Chyba ve výrazu: Neočekávaný operátor / Chyba ve výrazu: Neočekávaný operátor / -1.0000-0 | 100789 Q26779760  |         | U kapličky sv. Otýlie |
| Dobrochovská lípa                       |         | Dobrochov 49°23′3″ s. š., 17°5′56″ v. d.              | lípa velkolistá                                   | 653 | 100796 Q26785983  |         | Na okraji remízu jihozápadně od Dobrochova, u kříže, cca 100 m od staré silnice Prostějov-Brno sv. obrázek, kříž |
| Domamyslická lípa †                     |         | Domamyslice                                           | lípa malolistá                                    | 510 | 100806            |         | Na travnatém prostranství mezi mlýnem a náhonem |
| Bódova lípa                             |         | Drahany 49°25′47″ s. š., 16°53′55″ v. d.              | lípa velkolistá                                   | 495 | 100811 Q26786017  |         | V zahradě rekreačního domu proti požární nádrži |
| Pohorská lipová alej                    |         | Horní Štěpánov 49°33′37″ s. š., 16°45′11″ v. d.       | lípa velkolistá lípa malolistá a další, celkem 40 | & Chyba ve výrazu: Neočekávaný operátor / Chyba ve výrazu: Neočekávaný operátor / Chyba ve výrazu: Neočekávaný operátor / Chyba ve výrazu: Neočekávaný operátor / Chyba ve výrazu: Neočekávaný operátor / Chyba ve výrazu: Neočekávaný operátor / Chyba ve výrazu: Neočekávaný operátor / Chyba ve výrazu: Neočekávaný operátor / Chyba ve výrazu: Neočekávaný operátor / Chyba ve výrazu: Neočekávaný operátor / Chyba ve výrazu: Neočekávaný operátor / Chyba ve výrazu: Neočekávaný operátor / Chyba ve výrazu: Neočekávaný operátor / Chyba ve výrazu: Neočekávaný operátor / Chyba ve výrazu: Neočekávaný operátor / -1.0000-0 | 100794 Q26791034  |         | Alej podél silnice z Pohory, osady náležící k Hornímu Štěpánovu, do Šebetova |
| Pohorské lípy                           |         | Horní Štěpánov 49°33′34″ s. š., 16°45′11″ v. d.       | lípa malolistá (3)                                | & Chyba ve výrazu: Neočekávaný operátor / Chyba ve výrazu: Neočekávaný operátor / Chyba ve výrazu: Neočekávaný operátor / Chyba ve výrazu: Neočekávaný operátor / Chyba ve výrazu: Neočekávaný operátor / Chyba ve výrazu: Neočekávaný operátor / Chyba ve výrazu: Neočekávaný operátor / Chyba ve výrazu: Neočekávaný operátor / Chyba ve výrazu: Neočekávaný operátor / Chyba ve výrazu: Neočekávaný operátor / Chyba ve výrazu: Neočekávaný operátor / Chyba ve výrazu: Neočekávaný operátor / Chyba ve výrazu: Neočekávaný operátor / Chyba ve výrazu: Neočekávaný operátor / Chyba ve výrazu: Neočekávaný operátor / -1.0000-0 | 100788 Q26779759  |         | Na travnaté mezi nad polní cestou k čp. 33, v místní části Pohora; v r. 2005 1 lípa se rozpadla, skácena – rozhodnutí o zrušení nedoručeno |
| Buky na Zavadilce †                     |         | Konice                                                | buk lesní (2)                                     | & Chyba ve výrazu: Neočekávaný operátor / Chyba ve výrazu: Neočekávaný operátor / Chyba ve výrazu: Neočekávaný operátor / Chyba ve výrazu: Neočekávaný operátor / Chyba ve výrazu: Neočekávaný operátor / Chyba ve výrazu: Neočekávaný operátor / Chyba ve výrazu: Neočekávaný operátor / Chyba ve výrazu: Neočekávaný operátor / Chyba ve výrazu: Neočekávaný operátor / Chyba ve výrazu: Neočekávaný operátor / Chyba ve výrazu: Neočekávaný operátor / Chyba ve výrazu: Neočekávaný operátor / Chyba ve výrazu: Neočekávaný operátor / Chyba ve výrazu: Neočekávaný operátor / Chyba ve výrazu: Neočekávaný operátor / -1.0000-0 | 100799            |         | Na severozápadním okraji lesního porostu jižně od Horní Zavadilky; obvod kmenů: 348 cm, 450 cm |
| Lípy na hrázi                           |         | Konice 49°34′49″ s. š., 16°53′55″ v. d.               | lípa malolistá (19) lípa velkolistá (2)           | & Chyba ve výrazu: Neočekávaný operátor / Chyba ve výrazu: Neočekávaný operátor / Chyba ve výrazu: Neočekávaný operátor / Chyba ve výrazu: Neočekávaný operátor / Chyba ve výrazu: Neočekávaný operátor / Chyba ve výrazu: Neočekávaný operátor / Chyba ve výrazu: Neočekávaný operátor / Chyba ve výrazu: Neočekávaný operátor / Chyba ve výrazu: Neočekávaný operátor / Chyba ve výrazu: Neočekávaný operátor / Chyba ve výrazu: Neočekávaný operátor / Chyba ve výrazu: Neočekávaný operátor / Chyba ve výrazu: Neočekávaný operátor / Chyba ve výrazu: Neočekávaný operátor / Chyba ve výrazu: Neočekávaný operátor / -1.0000-0 | 100791 Q26791000  |         | Součást lipové aleje na hrázi rybníka |
| Koválovické lípy                        |         | Koválovice u Tištína 49°17′10″ s. š., 17°9′58″ v. d.  | lípa malolistá (2)                                | | 106425            |         | |
| Kralická lípa                           |         | Kralice na Hané 49°27′57″ s. š., 17°10′40″ v. d.      | lípa malolistá                                    | 415 | 100809 Q26786010  |         | Na křižovatce v okrajové části obce |
| Platan javorolistý – Platanus x hybrida |         | Krasice 49°28′9″ s. š., 17°4′59″ v. d.                | platan javorolistý                                | 370 | 100787 Q26785972  |         | Na břehu rybníka částečně v zápoji břehového porostu |
| Lešanský jírovec                        |         | Lešany u Prostějova 49°30′1″ s. š., 17°1′42″ v. d.    | lípa malolistá (4) jírovec maďal (1)              | & Chyba ve výrazu: Neočekávaný operátor / Chyba ve výrazu: Neočekávaný operátor / Chyba ve výrazu: Neočekávaný operátor / Chyba ve výrazu: Neočekávaný operátor / Chyba ve výrazu: Neočekávaný operátor / Chyba ve výrazu: Neočekávaný operátor / Chyba ve výrazu: Neočekávaný operátor / Chyba ve výrazu: Neočekávaný operátor / Chyba ve výrazu: Neočekávaný operátor / Chyba ve výrazu: Neočekávaný operátor / Chyba ve výrazu: Neočekávaný operátor / Chyba ve výrazu: Neočekávaný operátor / Chyba ve výrazu: Neočekávaný operátor / Chyba ve výrazu: Neočekávaný operátor / Chyba ve výrazu: Neočekávaný operátor / -1.0000-0 | 100792 Q26785975  |         | U kostela Nejsvětější trojice; obvod kmenů: 290 cm až 420 cm |
| Dub na Čihadle                          |         | Ludmírov 49°39′24″ s. š., 16°51′23″ v. d.             | dub                                               | 450 | 100795 Q26785979  |         | Na okraji lesního porostu při lesní cestě |
| Ludmírovská skupina lip †               |         | Ludmírov                                              | lípa malolistá                                    | & Chyba ve výrazu: Neočekávaný operátor / Chyba ve výrazu: Neočekávaný operátor / Chyba ve výrazu: Neočekávaný operátor / Chyba ve výrazu: Neočekávaný operátor / Chyba ve výrazu: Neočekávaný operátor / Chyba ve výrazu: Neočekávaný operátor / Chyba ve výrazu: Neočekávaný operátor / Chyba ve výrazu: Neočekávaný operátor / Chyba ve výrazu: Neočekávaný operátor / Chyba ve výrazu: Neočekávaný operátor / Chyba ve výrazu: Neočekávaný operátor / Chyba ve výrazu: Neočekávaný operátor / Chyba ve výrazu: Neočekávaný operátor / Chyba ve výrazu: Neočekávaný operátor / Chyba ve výrazu: Neočekávaný operátor / -1.0000-0 | 100790            |         | Na návsi v Ludmírově vedle kaple |
| Lutotínská lípa                         |         | Lutotín 49°31′21″ s. š., 17°2′3″ v. d.                | lípa malolistá                                    | 290 | 100810 Q26786014  |         | U kapličky na okraji obce, poblíž silnice Kostelec na Hané-Konice |
| Domamyslický jilm                       |         | Mostkovice 49°28′7″ s. š., 17°3′43″ v. d.             | jilm vaz                                          | 325 | 100798 Q26785991  |         | V břehovém porostu mlýnského náhonu, na pravé straně; údajně Ulmus montana |
| Nádražní platan                         |         | Nezamyslice nad Hanou 49°20′7″ s. š., 17°9′44″ v. d.  | platan javorolistý                                | 507 | 100797 Q26785987  |         | Před nádražní bytovkou, za kolejištěm |
| Lípa u lesovny                          |         | Niva 49°26′47″ s. š., 16°51′1″ v. d.                  | lípa velkolistá                                   | & Chyba ve výrazu: Neočekávaný operátor / Chyba ve výrazu: Neočekávaný operátor / Chyba ve výrazu: Neočekávaný operátor / Chyba ve výrazu: Neočekávaný operátor / Chyba ve výrazu: Neočekávaný operátor / Chyba ve výrazu: Neočekávaný operátor / Chyba ve výrazu: Neočekávaný operátor / Chyba ve výrazu: Neočekávaný operátor / Chyba ve výrazu: Neočekávaný operátor / Chyba ve výrazu: Neočekávaný operátor / Chyba ve výrazu: Neočekávaný operátor / Chyba ve výrazu: Neočekávaný operátor / Chyba ve výrazu: Neočekávaný operátor / Chyba ve výrazu: Neočekávaný operátor / Chyba ve výrazu: Neočekávaný operátor / -1.0000-0 | 105185 Q74844189  |         | neuvedena |
| Jasan u studánky                        |         | Ohrozim 49°29′38″ s. š., 17°0′25″ v. d.               | jasan ztepilý                                     | 440 | 105818 Q26790393  |         | U pramene Lešanského potoka vpravo od silnice z Ohrozimi do Vícova na okraji lesního porostu |
| Otinovská lípa                          |         | Otinoves 49°25′7″ s. š., 16°52′13″ v. d.              | lípa malolistá                                    | & Chyba ve výrazu: Neočekávaný operátor / Chyba ve výrazu: Neočekávaný operátor / Chyba ve výrazu: Neočekávaný operátor / Chyba ve výrazu: Neočekávaný operátor / Chyba ve výrazu: Neočekávaný operátor / Chyba ve výrazu: Neočekávaný operátor / Chyba ve výrazu: Neočekávaný operátor / Chyba ve výrazu: Neočekávaný operátor / Chyba ve výrazu: Neočekávaný operátor / Chyba ve výrazu: Neočekávaný operátor / Chyba ve výrazu: Neočekávaný operátor / Chyba ve výrazu: Neočekávaný operátor / Chyba ve výrazu: Neočekávaný operátor / Chyba ve výrazu: Neočekávaný operátor / Chyba ve výrazu: Neočekávaný operátor / -1.0000-0 | 105186 Q74844193  |         | neuvedena |
| Hrušeň u Podhradského rybníka           |         | Plumlov 49°27′47″ s. š., 17°0′51″ v. d.               | hrušeň obecná (1) hrušeň planá (1)                | 278 | 100802 Q26785998  |         | Na hrázi Podhradského rybníka u hrázního domku |
| Hruška u Roudenské cesty                |         | Ponikev 49°37′5″ s. š., 16°52′18″ v. d.               | hrušeň obecná                                     | 248 | 104598 Q26789273  |         | Na okraji polní „Roudenské“ cesty v blízkosti křížení se silnicí, cca 1 km SZS od obce Ladín |
| Borovice ohebná – Pinus flexilis †      |         | Prostějov                                             | borovice ohebná                                   | 210 | 105187 Q134966909 |         | Na veřejném prostranství za zámkem, Přikrylovo náměstí v Prostějově |
| Jírovec u sokolovny                     |         | Prostějov 49°28′24″ s. š., 17°6′26″ v. d.             | jírovec maďal                                     | 287 | 100785 Q26785967  |         | Na Skálově náměstí v Prostějově před sokolovnou |
| Petrský jerlín                          |         | Prostějov 49°28′10″ s. š., 17°7′4″ v. d.              | jerlín japonský                                   | 247 | 100786 Q26785970  |         | U kostela na Petrském náměstí v Prostějově |
| Jedle pod Skalami                       |         | Protivanov 49°29′15″ s. š., 16°47′49″ v. d.           | jedle bělokorá                                    | 308 | 105866 Q26790475  |         | Přibližně 45 m západně od zpevněné lesní komunikace vedoucí k vrcholu Skály a cca 400 m jižně od tohoto vrcholu, ve smrkovém porostu, v němž byla ponechána jako výstavek z předchozí generace lesa. Stáří v době vyhlášení (2012) bylo asi 150 let. Zdravotní stav dobrý, koruna místy napadena jmelím. |
| Lipovské buky †                         |         | Seč u Lipové 49°30′37″ s. š., 16°52′26″ v. d.         | buk lesní (4)                                     | & Chyba ve výrazu: Neočekávaný operátor / Chyba ve výrazu: Neočekávaný operátor / Chyba ve výrazu: Neočekávaný operátor / Chyba ve výrazu: Neočekávaný operátor / Chyba ve výrazu: Neočekávaný operátor / Chyba ve výrazu: Neočekávaný operátor / Chyba ve výrazu: Neočekávaný operátor / Chyba ve výrazu: Neočekávaný operátor / Chyba ve výrazu: Neočekávaný operátor / Chyba ve výrazu: Neočekávaný operátor / Chyba ve výrazu: Neočekávaný operátor / Chyba ve výrazu: Neočekávaný operátor / Chyba ve výrazu: Neočekávaný operátor / Chyba ve výrazu: Neočekávaný operátor / Chyba ve výrazu: Neočekávaný operátor / -1.0000-0 | 100801 Q26779756  |         | Na pravém břehu Lipovského potoka poblíž Lipovského mlýna+ jeden vyvrácen, 2 suché. Ke zrušení došlo 11. dubna 2024. |
| Skřípovská alej                         |         | Skřípov 49°34′14″ s. š., 16°49′12″ v. d.              | javor klen (2) lípa malolistá (29)                | & Chyba ve výrazu: Neočekávaný operátor / Chyba ve výrazu: Neočekávaný operátor / Chyba ve výrazu: Neočekávaný operátor / Chyba ve výrazu: Neočekávaný operátor / Chyba ve výrazu: Neočekávaný operátor / Chyba ve výrazu: Neočekávaný operátor / Chyba ve výrazu: Neočekávaný operátor / Chyba ve výrazu: Neočekávaný operátor / Chyba ve výrazu: Neočekávaný operátor / Chyba ve výrazu: Neočekávaný operátor / Chyba ve výrazu: Neočekávaný operátor / Chyba ve výrazu: Neočekávaný operátor / Chyba ve výrazu: Neočekávaný operátor / Chyba ve výrazu: Neočekávaný operátor / Chyba ve výrazu: Neočekávaný operátor / -1.0000-0 | 100793 Q26790856  |         | Alej u silnice Skřípov-Brodek u Konice; zrušovací rozhodnutí nedoručeno |
| Skřípovská lípa                         |         | Skřípov 49°35′8″ s. š., 16°49′24″ v. d.               | lípa srdčitá                                      | 560 | 100803 Q12054623  |         | V obci u čp. 85 |
| Stařechovická lípa †                    |         | Stařechovice                                          | lípa malolistá                                    | 380 | 100804            |         | Při polní cestě mezi silnicí Stařechovice-Služín a Kostelec-Hluchov |
| Suchdolský jilm                         |         | Suchdol u Konice 49°32′50″ s. š., 16°53′45″ v. d.     | jilm horský                                       | 260 | 100805 Q26786002  |         | V obci u kaple |
| Dub nad Žarovicemi                      |         | Vícov 49°28′35″ s. š., 16°58′29″ v. d.                | dub letní                                         | 285 | 100807 Q26786004  |         | V poli mezi Vícovem a Plumlovem, uprostřed polní trati Nad Žarovicemi |
| Lípa u Sarkandera                       |         | Vrahovice 49°29′4″ s. š., 17°9′32″ v. d.              | lípa obecná                                       | 285 | 106031 Q24003256  |         | V porostu podél polní cesty severovýchodně od obce cca 300 m severovýchodně od střelnice, nyní Úřadu vyšetřování Policie ČR |
| Střížova lípa                           |         | Vrahovice 49°28′41″ s. š., 17°9′25″ v. d.             | lípa velkolistá                                   | 282 | 106112 Q24003301  |         | V jihovýchodní části obce na křižovatce ulic Kyjevská a Sokolovská |
| Vrbátecký dub                           |         | Vrbátky 49°30′17″ s. š., 17°12′31″ v. d.              | dub letní                                         | 420 | 100784 Q26785964  |         | Na pravém břehu náhonu ke štětovickému mlýnu |
| Vrchoslavický dub                       |         | Vrchoslavice 49°20′6″ s. š., 17°13′53″ v. d.          | dub letní                                         | 409 | 100800 Q26785996  |         | U zavezeného mlýnského náhonu Vrchoslavice-Dlouhá Ves |